# VideoSport MK2
Das VideoSport MK2 ist eine stationäre Spielkonsole, welche von der britischen Firma Henry’s, einem Fernseh- und Hi-Fi-Equipment-Händler, von Ende 1974 oder Anfang 1975 bis 1977 in Großbritannien verkauft wurde. Es war die erste britische Spielkonsole. Interessenten konnten das System entweder in Geschäften erwerben oder es sich per Post zuschicken lassen. Die unverbindliche Preisempfehlung betrug Anfang 1975 £34.72 und im Mai 1976 £29.50. Die Aufmachung der Verpackung des Geräts ist ähnlich der der Magnavox Odyssey aufgebaut. Bis Mai 1976 wurden über 10.000 Einheiten der Konsole verkauft.

## Hardware

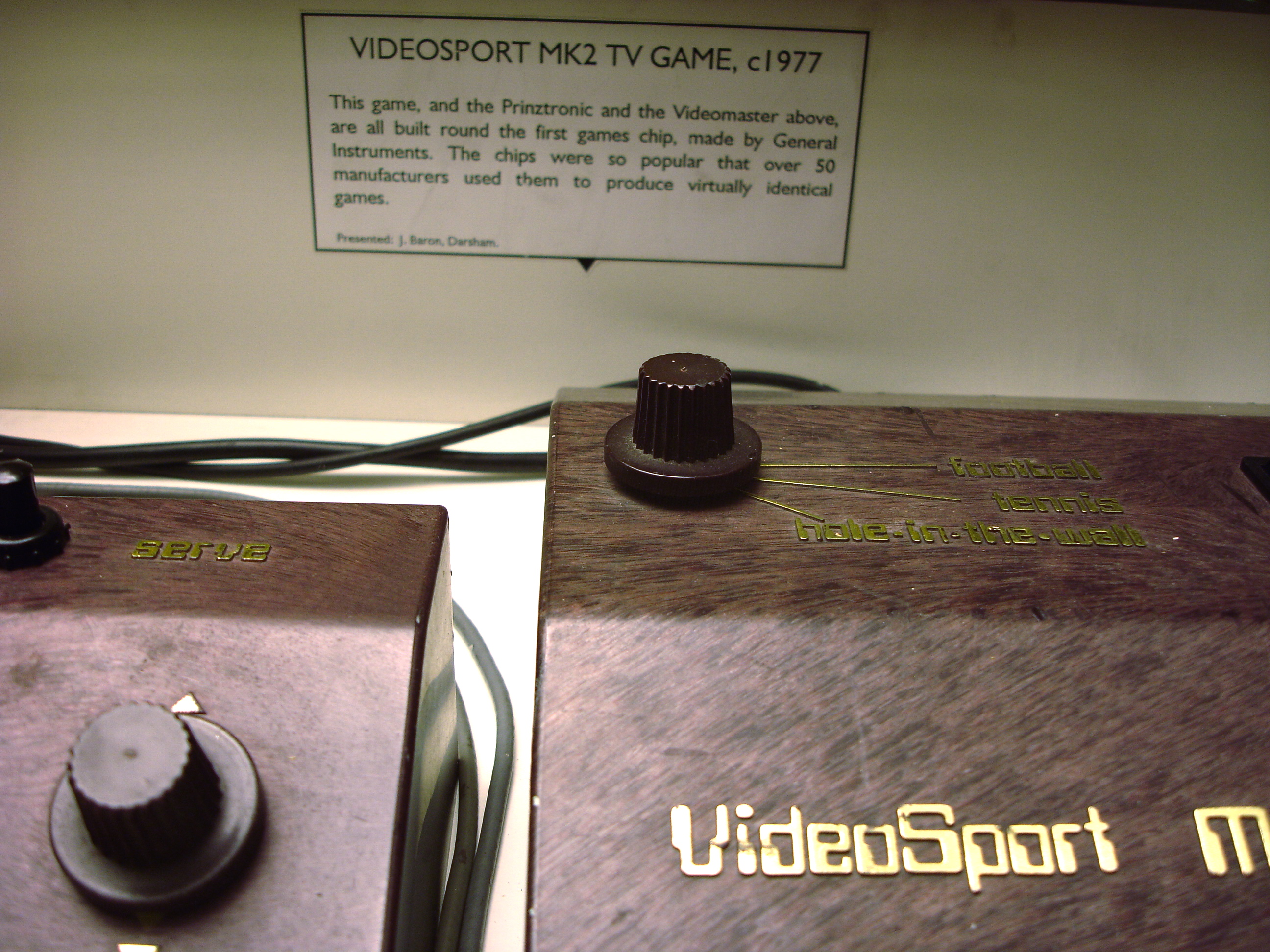
Nahaufnahme des VideoSport MK2 mit dem Drehknopf, mit dem man zwischen den drei Spielen der Konsole wählen kann. Zu erkennen: die goldenen Buchstaben

### Konsole und Controller
Die Konsole ist in einem Gehäuse mit nur einem Netzschalter und einem Knopf, um eines der folgenden drei Spiele auszuwählen, untergebracht: Football, Tennis/Pong und Hole-in-the-Wall. Die zwei verkabelten Gamecontroller sind mit der Konsole fest verbunden. Sie verfügen über jeweils zwei Paddels (für vertikale und horizontale Bewegungen) und einen Knopf (für das Aufschlagen und Treten von Toren). Es gibt zwei Varianten der Konsole, die ursprüngliche VideoSport MK2 mit goldener Schrift und eine spätere VideoSport MK2 ohne goldene Schrift, die wahrscheinlich eingeführt wurde, um die Produktionskosten zu senken. Der VideoSport MK2 wurde größtenteils von Hand zusammengebaut, die Farbe der Drucktasten hing davon ab, welche Teile gekauft wurden.

### Technische Daten
In der Konsole befinden sich lediglich zwei integrierte TTL-Schaltkreise mit jeweils vier NAND-Ports. Die verbleibende Schaltung besteht ausschließlich aus diskreten Bauteilen. Die Stromversorgung erfolgt über das Stromnetz.